# Solaris Express
Solaris Express — дистрибутив на основе операционной системы Solaris для компьютеров на основе SPARC и x86. Это промежуточный вариант между Solaris 10 и OpenSolaris. Solaris Express содержит новейшие наработки проекта OpenSolaris, которых нет в Solaris 10. Он распространяется бесплатно корпорацией Sun Microsystems только в бинарном виде. После выхода операционной системы OpenSolaris Sun объявила о завершении разработки Solaris Express. После того как Oracle выкупила Sun, объявила о том, что прекращает выпуск дистрибутива OpenSolaris, и возобновляет выпуск Solaris Express, хотя код Solaris по-прежнему будет доступен под лицензией CDDL, но исходные тексты новых разработок будут публиковаться в открытом доступе только после выхода очередного бинарного релиза Solaris, содержащего данные новшества.

## Версии Solaris Express
- Solaris Express Developer Edition
- Solaris Express Community Edition

## Особенности
В Solaris Express работают почти все программы для Solaris 10. Однако могут возникнуть проблемы с программами, проверяющими версию ядра. Ядро Solaris 10 называется SunOS 5.10, а ядро Solaris Express — SunOS 5.11.